# Atletismo nos Jogos Pan-Americanos de 1995 - Salto em altura feminino
A prova do salto em altura feminino nos Jogos Pan-Americanos de 1995 foi realizada em 22 de março, no Estádio Atlético "Justo Roman".

## Medalhistas
| Ouro                      | Prata                 | Bronze                            |
| Ioamnet Quintero CUB Cuba | Silvia Costa CUB Cuba | Angie Bradburn USA Estados Unidos |

## Final
| Posição           | Nome              | Nacionalidade         | Marca | Notas |
| ----------------- | ----------------- | --------------------- | ----- | ----- |
| Medalha de ouro   | Ioamnet Quintero  | CUB Cuba              | 1.94  |       |
| Medalha de prata  | Silvia Costa      | CUB Cuba              | 1.91  |       |
| Medalha de bronze | Angie Bradburn    | USA Estados Unidos    | 1.91  |       |
| 4                 | Karol Damon       | USA Estados Unidos    | 1.88  |       |
| 5                 | Natasha Alleyne   | TRI Trinidad e Tobago | 1.85  |       |
| 6                 | Sara McGladdery   | CAN Canadá            | 1.75  |       |
| 7                 | Solange Witteveen | ARG Argentina         | 1.75  |       |
| 8                 | Claudia Casals    | ARG Argentina         | 1.70  |       |